# Sant Jaume de Pallerols
Sant Jaume de Pallerols és una església i Parròquia del poble de Pallerols, al municipi de Talavera (Segarra) inclosa a l'Inventari del Patrimoni Arquitectònic de Catalunya. Des del 1957 la parròquia de Sant Jaume de Pallerols forma part del Bisbat de Solsona. Té com a sufragània l'església de Santa Maria de Montfar.

## Descripció
L'església parroquial de Sant Jaume està situada dins del nucli urbà de la vila, al mig d'una plaça amb jardí. La primitiva església de Sant Jaume, era de forma rectangular, amb una sola nau, coberta amb volta de canó i teulada a una vessant i absis semicircular amb coberta de quart d'esfera. Amb el temps, es construeix una segona nau adossada al mur sud, alterant la primitiva estructura, incorporant nous elements artístics com l'estructura d'un gran arc apuntat per comunicar ambdós naus i coberta amb volta estrellada. Hi ha dos portes d'entrada. Una, a la façana nord, on hi ha l'actual porta d'accés al recinte, adovellada amb arc de mig punt. L'altra, a la façana oest, d'arc de mig punt, també adovellada i amb presència de guardapols. Aquesta última, resta tapiada i correspondria a la primitiva entrada al recinte. L'únic element ornamental de l'edifici el trobem situat a la façana oest, per sobre de la porta tapiada, on se'ns presenta una fornícula amb una imatge d'un Sant Jaume al seu interior i que correspondria a modificacions posteriors que afectaren al recinte. A l'absis s'obren dues finestres de doble esqueixada, sobreposades. Hi ha d'altres obertures a l'edifici, l'una a la façana sud i l'altra a la façana nord, ambdues són finestres de doble esqueixada i correspondrien a modificacions posteriors. Un campanar d'espadanya de quatre ulls, amb dos pisos sobreposats corona el conjunt. L'obra està realitzada amb carreus de pedra local, ben disposats.
Al jardí de la plaça on està situada aquesta església hi ha elements arquitectònics dispersos, alguns dels quals fan funcions decoratives. Destaca, però, l'extrem visible d'una biga de pedra amb una màscara humana. També hi ha algunes esteles funeràries integrades en estructures decoratives actuals que ornamenten aquest jardí: una font i un banc.

## Història
L'any 1093 tenim notícia per primer cop de l'existència d'aquesta església, quan els senyors de Montlleó la cediren al monestir de Santa Maria de Montserrat. Aquesta església apareix en una relació de parròquies del bisbat de Vic de mitjan segle xii. L'any 1279 l'església de "Payerols" és esmentada entre les esglésies que contribuïren amb la dècima papal al sosteniment de les croades. El 1685, la parròquia rebé una visita del bisbe de Vic. Aleshores el poble tenia 9 cases juntes i un hospital amb una capella dedicada als sants Joan Baptista i Evangelista. Estigué adscrita al bisbat de Vic fins que el 1957 passà a la diòcesi de Solsona. A l'interior hi ha una talla de sant Jaume amb els atributs de pelegrí que li són propis, que per la factura del rostre i el treball de la vestimenta es podria datar del segle xviii. L'església de Sant Jaume de Pallerols formava part del circuit de pelegrinatge del camí de Sant Jaume.